# Dolno Belevo, Haskovo
Dolno Belevo (în bulgară Долно Белево) este un sat în comuna Dimitrovgrad, regiunea Haskovo,  Bulgaria. 

## Demografie
Componența etnică a satului Dolno Belevo
     Bulgari (80,14%)
     Nicio identificare (19,85%)
     Altele (0%)
La recensământul din 2011, populația satului Dolno Belevo era de 272 locuitori. Din punct de vedere etnic, majoritatea locuitorilor (80,14%) erau bulgari. Pentru 19,85% din locuitori nu este cunoscută apartenența etnică.